# Lamponova wau
Lamponova wau là một loài nhện trong họ Lamponidae. Loài này được phát hiện ở Nieuw-Guinea, Nieuw-Zuid-Wales và Victoria.